# Giacomo Fontana (XVI secolo)
Giacomo (Jacomo, Iacomo, Jacopo) Fontana (Ancona, ante 1549 – post 1588) è stato un architetto e cartografo italiano del Rinascimento.

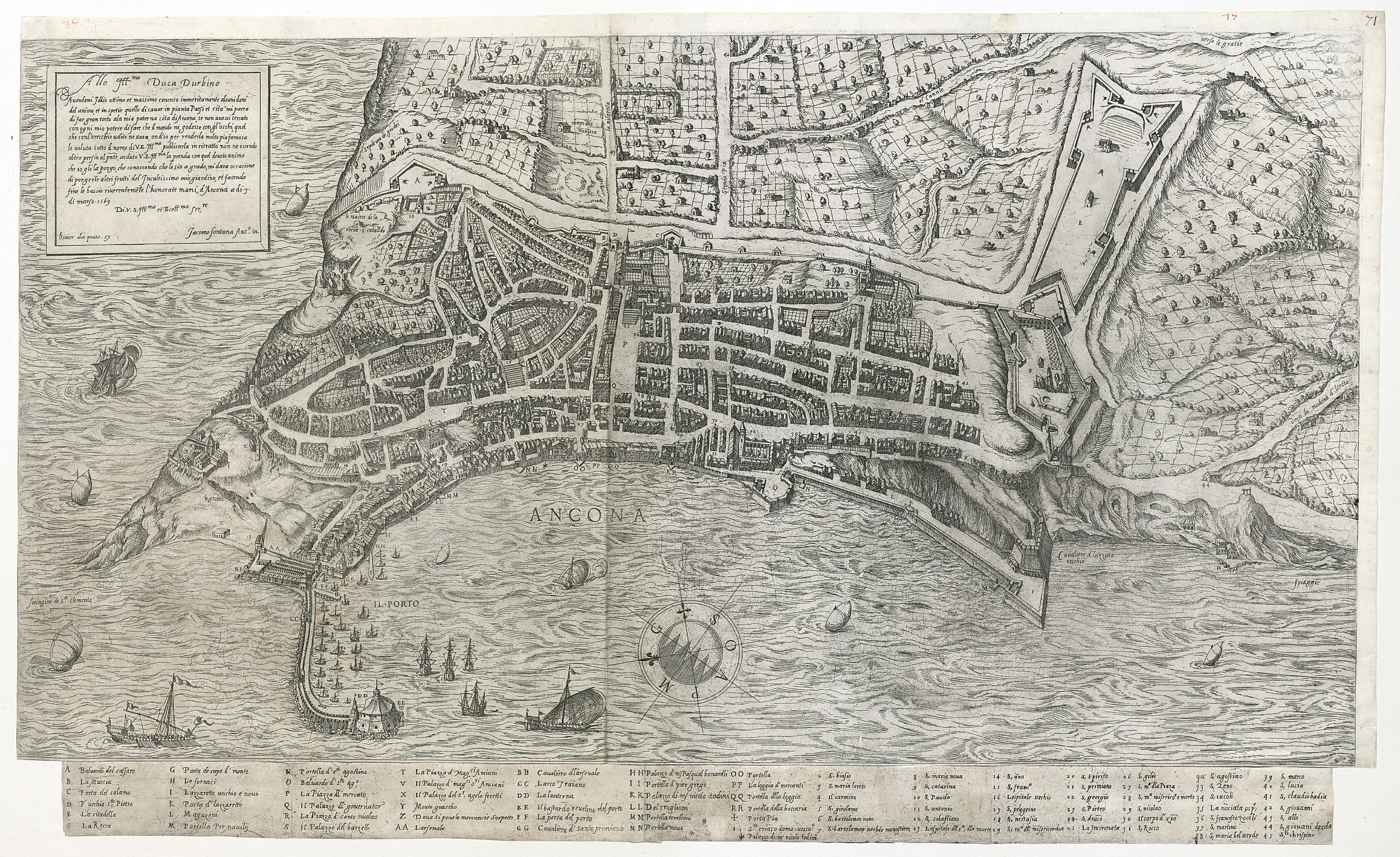
Mappa prospettica di Ancona (1569), di Giacomo Fontana. La dedica riportata è:

La notizia più antica su di lui è del 1549, quando era bombardiere sulla nave "S. Maria" diretta a Costantinopoli.
La sua attività di topografo e architetto militare è nota dal 1560. Nel 1562 elaborò una mappa di Ancona e del suo territorio per Federico Altemps. Nel periodo 1564-1567 progettò alcune fortificazioni in Ancona, tra cui il baluardo del vecchio Lazzaretto, il baluardo di Sant'Agostino. Nel 1567 eseguì una pianta di Ancona e due anni dopo ne incise un'altra, dedicandola al duca di Urbino. La pianta del 1569, prospettica, fu la base delle successive cartografie della città per secoli e influenzò anche la rappresentazione di Ancona nell'Anconitanus ager (1580-81) affrescato da Ignazio Danti nella Galleria delle carte geografiche dei Musei Vaticani.
Tra il 1560 e il 1575, insieme a Francesco Paciotto, progettò un campo trincerato nell'area adiacente alla Cittadella di Ancona, le cui mura oggi cingono il Parco della Cittadella.
Nel 1566 Giacomo Fontana progettò e realizzò ad Ancona il Bastione di Santa Lucia e il tratto della cinta muraria cittadina che lo collegava a Porta Capodimonte. Sul tratto di mura verrà aperta nel 1787 Porta Pia, mentre il bastione verrà poi demolito nei primi anni venti del Novecento.
Oltre che per la già citata mappa prospettica di Ancona, il Fontana è noto per aver inviato nel 1588 a papa Sisto V una relazione illustrata nella quale descrive lo stato di degrado in cui versava la città a cinquant'anni dalla perdita dell'indipendenza e soprattutto del porto che si stava interrando per carenza di manutenzione. Significativo fu il fatto che l'architetto non si limitò a presentare i problemi, ma fornì i propri progetti per risolverli, illustrati con mappe. Alcune soluzioni proposte in questo documento sono state poi riprese nei secoli successivi, tra cui quella dell'interramento di alcune zone per ottenere spazi pianeggianti a servizio delle attività portuali, attuato tra gli anni settanta e gli anni ottanta del Novecento, realizzando la zona industriale del porto.